# Proctacanthus dominicana
Proctacanthus dominicana är en tvåvingeart som beskrevs av Charles Howard Curran 1951. Proctacanthus dominicana ingår i släktet Proctacanthus och familjen rovflugor.
Artens utbredningsområde är Dominikanska republiken. Inga underarter finns listade i Catalogue of Life.